# مجمع مقاطعة ميتاليست الرياضي
مجمع أوبلاست الرياضي «ميتاليست» (الأوكرانية: Обласний спортивний комплекс «Металіст»)، المعروف باسم ملعب ميتاليست (الأوكرانية: Стадіон «Металіст»)، هو ملعب متعدد الاستخدام في خاركيف، أوكرانيا. ويستخدم حالياً بشكل رئيسي لمباريات كرة القدم وهو الملعب الأساسي لنادي ميتاليست خاركيف. استضاف عدد من مباريات بطولة كأس الأمم الأوروبية لكرة القدم 2012، ويتسع لجلوس 38,633 شخص. بدأ بناؤه عام 1925 وتم افتتاحه يوم 12 سبتمبر 1926 وقد جدد في 5 ديسمبر 2009.